# طرطوب
طُرْطُوب (الاسم العلمي: Clinus)، جنس أسماك بحرية من فصيلة الطرطوبيات. توجد في جنوب شرق المحيط الأطلسي وغرب المحيط الهندي.